# Вайомінг (Міннесота)
Вайомінг (англ. Wyoming) — місто (англ. city) в США, в окрузі Чисаго штату Міннесота. Населення — 8032 особи (2020).

## Географія
Вайомінг розташований за координатами 45°20′24″ пн. ш. 92°58′6″ зх. д. / 45.34000° пн. ш. 92.96833° зх. д. (45.339960, -92.968272).  За даними Бюро перепису населення США в 2010 році місто мало площу 55,13 км², з яких 52,46 км² — суходіл та 2,67 км² — водойми.

## Демографія
Згідно з переписом 2010 року, у місті мешкала 7791 особа в 2738 домогосподарствах у складі 2154 родин. Густота населення становила 141 особа/км².  Було 2845 помешкань (52/км²).
Расовий склад населення:
| - 96,6 % — білих - 0,9 % — азіатів - 0,4 % — корінних американців - 0,4 % — чорних або афроамериканців |

До двох чи більше рас належало 1,4 %. Частка іспаномовних становила 1,7 % від усіх жителів.
За віковим діапазоном населення розподілялося таким чином: 28,4 % — особи молодші 18 років, 62,7 % — особи у віці 18—64 років, 8,9 % — особи у віці 65 років та старші. Медіана віку мешканця становила 38,4 року. На 100 осіб жіночої статі у місті припадало 101,1 чоловіків;  на 100 жінок у віці від 18 років та старших — 98,8 чоловіків також старших 18 років.
Середній дохід на одне домашнє господарство  становив 88 860 доларів США (медіана — 77 708), а середній дохід на одну сім'ю — 98 225 доларів (медіана — 86 411). Медіана доходів становила 59 986 доларів для чоловіків та 48 468 доларів для жінок. За межею бідності перебувало 2,0 % осіб, у тому числі 0,0 % дітей у віці до 18 років та 2,7 % осіб у віці 65 років та старших.
Цивільне працевлаштоване населення становило 4260 осіб. Основні галузі зайнятості: освіта, охорона здоров'я та соціальна допомога — 27,7 %, виробництво — 19,4 %, науковці, спеціалісти, менеджери — 8,8 %, роздрібна торгівля — 8,5 %.